# BMW 528
BMW 528 - це середньорозмірний автомобіль 5 серії, який почав випускатися в 1995 році. Виробляється в кузовах седан і універсал. Існують такі покоління цієї моделі:
- BMW E39 (1995-2000);
- BMW F10 (2010-2016);
- BMW F11 (2010-2016).

Основними конкурентами 4-дверного 5-місного седана BMW 528 є Cadillac CTS, Ауді S6 і S7, та Jaguar XF. Останні оновлення даної моделі, проведені в 2015 році, сприяли поліпшенню динаміки водіння, показників безпеки та переліку доступного обладнання.

### Опис
У базовій комплектації BMW 528 представлені: 17-дюймові литі диски, автоматичні ксенонові передні фари, світлодіодні задні і протитуманні фари, автоматичні склоочисники, люк на даху з електроприводом, автоматична двозонна система клімат-контролю, вінілове оздоблення салону, посилене телескопічне рульове колесо, бортовий комп'ютер, навігаційна система з 10.2-дюймовим екраном, мультимедійна система iDrive, аудіосистема з 12-ма динаміками, USB-порт, антиблокувальна гальмівна система, електронна система стабілізації, комплект з шести подушок безпеки.
У 2016 році BMW 528i проходила краш-тест у Страховому інституті дорожньої безпеки і по всім параметрам отримала вищі оцінки.

### Огляд моделі

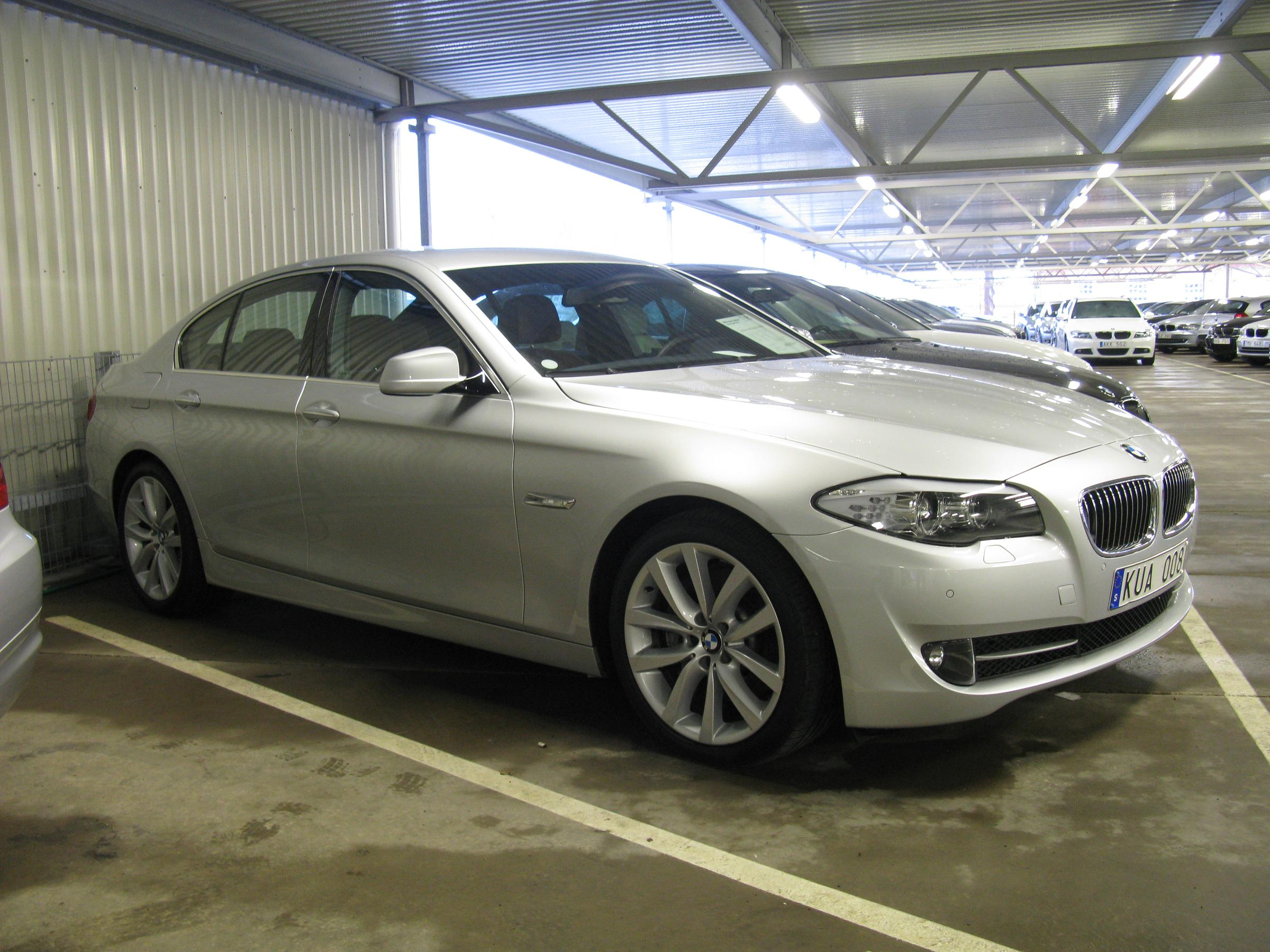
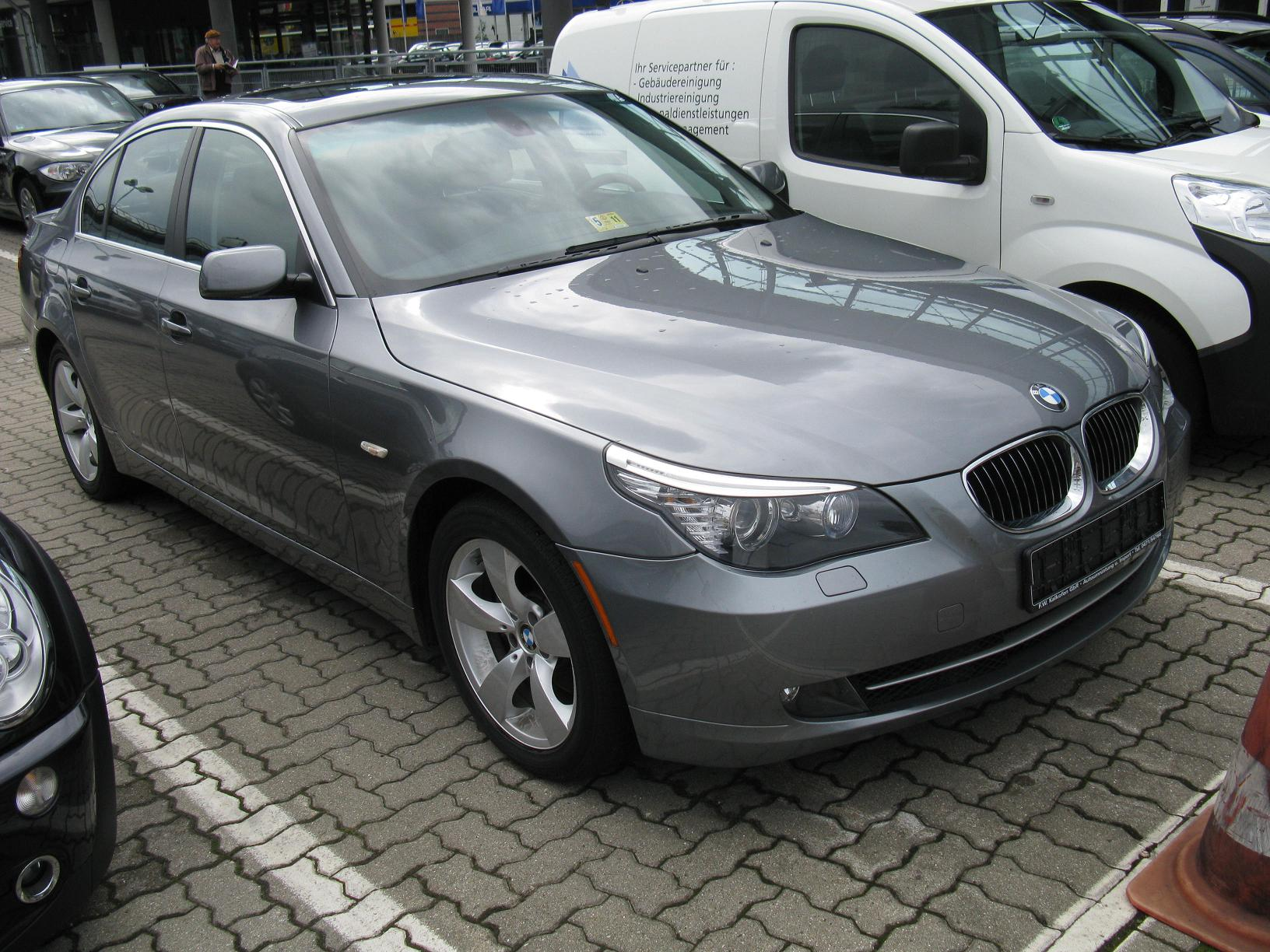
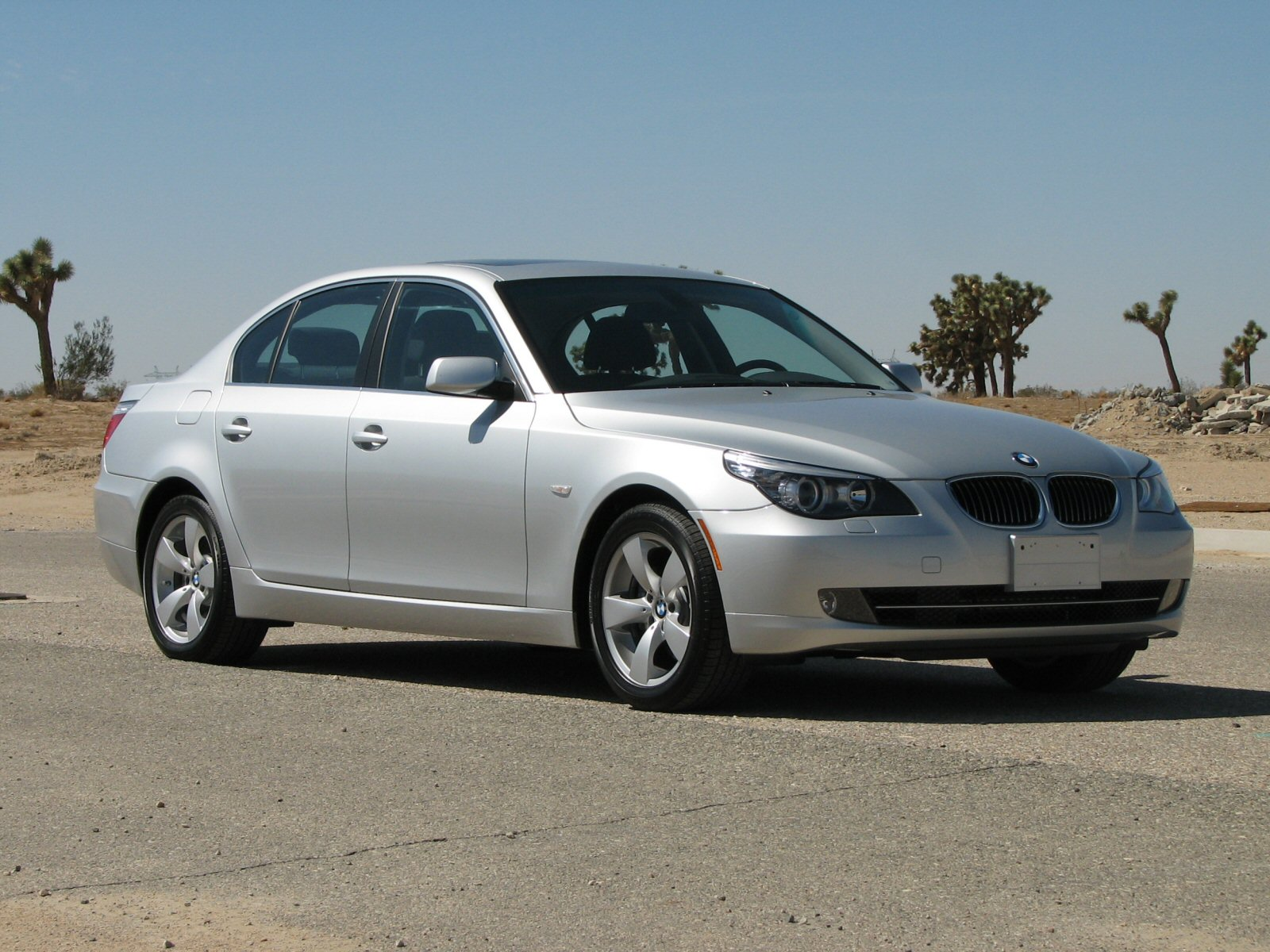